# Yannick Bokolo
Yannick Bokolo (Kinshasa, 19 giugno 1985) è un ex cestista della Repubblica Democratica del Congo con cittadinanza francese.

## Carriera
Con la Francia ha disputato i Giochi olimpici di Londra 2012, due edizioni dei Campionati mondiali (2006, 2010) e i Campionati europei del 2009.

## Palmarès

### Squadra
- Campionato francese: 1

Le Mans: 2005-06
- Coppa di Francia: 1

Le Mans: 2009
- Semaine des As/Leaders Cup: 3

Le Mans: 2006
Gravelines: 2011, 2013

### Individuale
- MVP Semaine des As: 1

Gravelines: 2011